# Финке, Иоганн-Христофор
Финке, Иоганн Христофор
— профессор Казанского университета.

## Биография
Родился в 1773 г. в Геттингене, умер 17 сент. 1814 г. в Казани. Образование получил сначала в гимназии, а потом в университете родного города. Защитив в 1798 г. в Геттингене диссертацию на степень доктора прав "De unius testis confessione", Финке стал практически заниматься адвокатурой, что не мешало ему однако и теоретически работать над разными юридическими вопросами.
В 1809 г. Финке обратился к попечителю незадолго пред тем открытого Казанского университета Румовскому с просьбой назначить его на вакантную кафедру юриспруденции в этом университете. Вследствие отличных свидетельств, представленных Ф., Румовский охотно согласился на его просьбу, и 21 окт. 1809 г. Финке прибыл в Казань и вскоре начал читать лекции по римскому праву, отчасти по собственным запискам, отчасти по книге своего учителя, профессора Вальдена; затем он перешел к теории общих уголовных немецких законов, а в 1813—1814 гг. излагал по-латыни естественное право, следуя своему учебнику, написанному на немецком языке.
С 1811 г. Финке кроме лекций для студентов читал еще естественное, римское и частное гражданское право для чиновников и состоял членом училищного комитета. Но он не ограничивал своей деятельности в Казани только чтением лекций; он принимал горячо к сердцу всю жизнь молодого университета и стремился к её улучшению. Это, между прочим, видно из обширной записки на французском языке, которую он подал в совет университета по вопросам об изменениях в университетском преподавании. Когда в 1813 г. попечитель Салтыков предложил совету казанского университета "сочинить правила благочиния для студентов", так как составленные в 1808 г. Яковкиным были весьма кратки и неясны, Финке был избран председателем комиссии для обсуждения мнений, представляемых по этому поводу профессорами, и положил много труда на составление правил.
Эти правила, переведенные на русский язык, были, впрочем, отпечатаны лишь к началу 1815—1816 академического года в сильно измененном и сокращенном виде, под заглавием: "Краткое изложение правил для наблюдения Императорского казанского университета студентам". Финке был крайне недоволен пребыванием в Казани, где он, вскоре по приезде, лишился своей жены; казанский климат оказывал вредное влияние на его здоровье; кроме того, Финке раздражался окружающей его провинциальной, грубой средой и не был в состоянии продолжать учёно-литературных занятий по недостатку необходимых книг. В 1814 г. он был избран деканом отделения нравственных и политических наук, но тем не менее задумал переменить место и род службы; однако смерть не дала ему исполнить это намерение.